# Araripesuchus
Araripesuchus é um gênero de crocodiliforme extinto que existiu durante o período Cretáceo do final da era Mesozóica cerca de 125 a 66 milhões de anos atrás.Araripesuchus patagonicus was described from a patagonian specimen (MUC-PV 269) in 2000.
Atualmente são conhecidas seis espécies de Araripesuchus. Eles são geralmente considerados notosuchianos (pertencentes ao clado Mesoeucrocodylia), caracterizados por seus variados tipos de dentes e elementos cranianos distintos. Este gênero é composto por seis espécies: A. buitreraensis, descoberto na Argentina, A. wegeneri, descoberto em Camarões e Níger, A. rattoides, descoberto no Níger, A. tsangatsangana, descoberto em Madagascar, A. gomesii (espécie-tipo), descoberto no Brasil e outra espécie descoberta na Argentina, A. patagonicus.

## Descoberta

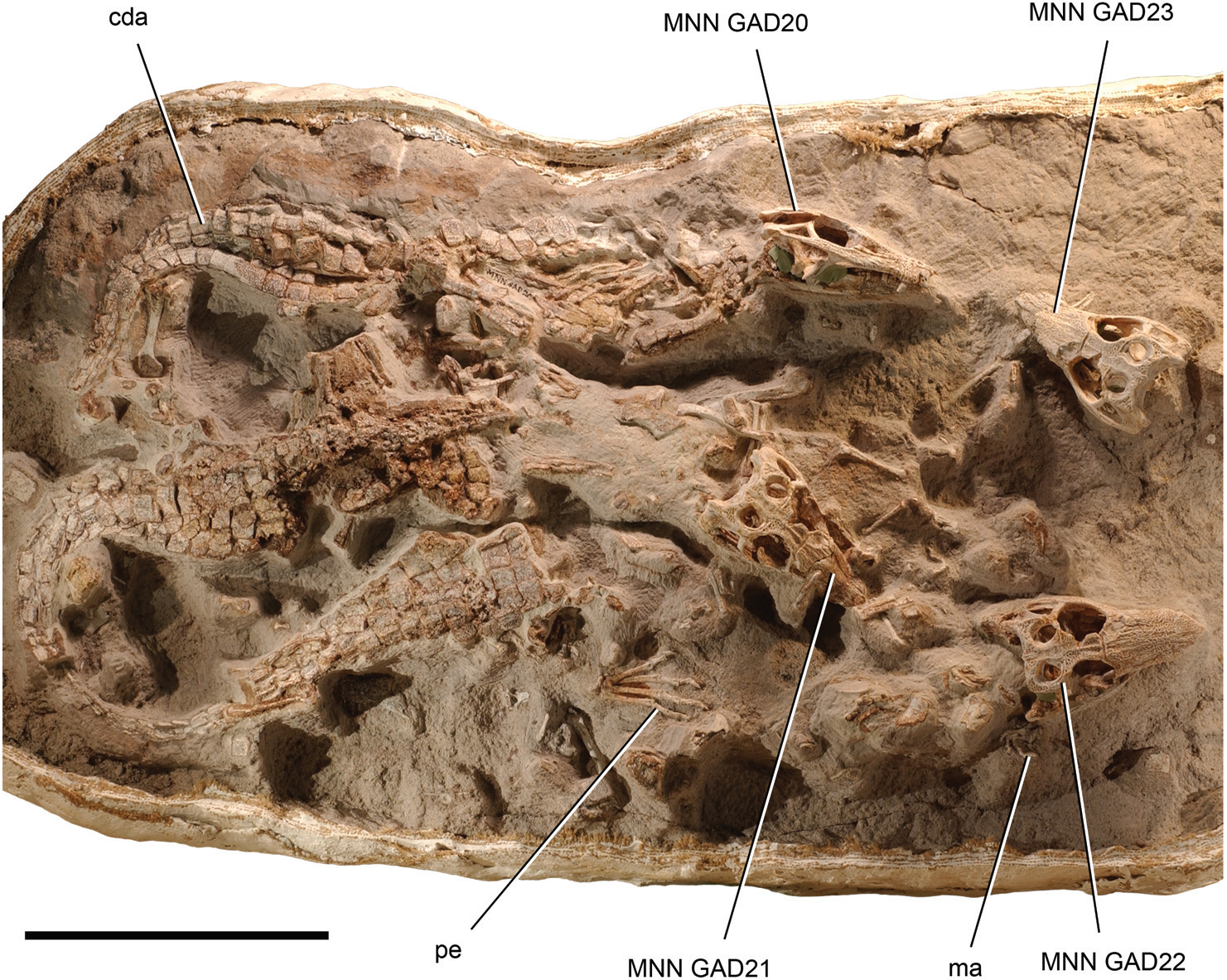
Bloco de rocha contendo múltiplos espécimes de A. wegeneri

O nome do gênero foi cunhado em 1959 com a descrição da espécie-tipo Araripesuchus gomesii, um crocodiliano notosuchia do famoso Grupo Santana da Chapada do Araripe no Brasil. O holótipo utilizado para descrever o gênero, 423-R, está atualmente sob os cuidados da Divisão de Mineralogia e Geologia do Departamento Nacional da Produção Mineral do Rio de Janeiro. 423-R consiste em um único crânio articulando com parte de uma mandíbula inferior. Um espécime mais completo, AMNH 24450 é mantido pelo Museu Americano de História Natural. Uma segunda espécie, A. wegeneri foi descrita em 1981. Esta espécie foi descoberta a partir de depósitos do Cretáceo Inferior do Níger no continente africano, em oposição à paleodistribuição sul-americana das outras espécies do gênero. O espécime tipo para a espécie, GDF-700, consistindo de alguns elementos de mandíbula fragmentados, reside no Museu Nacional de História Natural da França, em Paris.
Araripesuchus patagonicus foi descrito a partir de um espécime patagônico (MUC-PV 269) em 2000. Outra espécie a ser atribuída ao gênero foi Araripesuchus buitreraensis, descrita em 2005. Esta espécie foi descrita a partir de um único crânio (MPCA-PV 235) recuperado de depósitos do Cretáceo Superior no que hoje é a Argentina. Com 130 milímetros, o crânio é o maior espécime de Araripesuchus descoberto até hoje. Uma quinta espécie, Araripesuchus tsangatsangana, foi descrita em 2006. O espécime tipo desta espécie foi descoberto nos últimos depósitos do Cretáceo Superior da ilha africana de Madagascar. A análise deste espécime solidifica a posição de A. wegneri como membro do gênero. A. tsangatsangana é o geologicamente mais jovem conhecido deste gênero. A sexta espécie, A. rattoides, foi encontrada nos leitos Kem Kem do Saara em local semelhante aos espécimes de A. wegeneri encontrados por Sereno e Larsson, e é conhecida apenas de partes de ossos dentários, até o décimo quarto alvéolo . Foi descrito no mesmo artigo como Kaprosuchus, Laganosuchus e Anatosuchus; os quatro foram, portanto, popularizados pelos autores como 'RatCroc', 'BoarCroc', 'PancakeCroc' e 'DuckCroc' respectivamente.

## Descrição

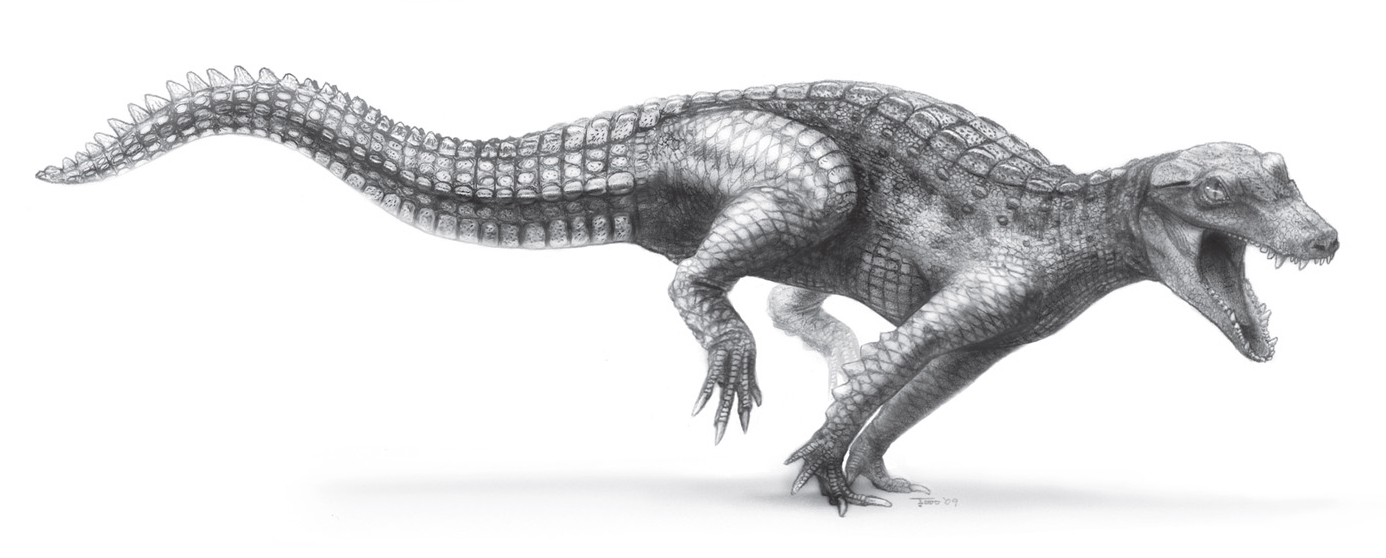
Representação artística

Seu comprimento era de cerca de 1–1,8 m com um peso de 40 kg. O Araripesuchus pode ser distinguido por suas bordas abauladas lateralmente do focinho, sendo a protuberância a mais proeminente ao redor da área de um dente maxilar aumentado. O focinho e a pré-maxila também são mais lisos que a maioria dos crocodiliformes, sem forames ou a textura rugosa típica. Existem seis espécies válidas dentro deste gênero, todas com estrutura maxilar ou dentária ligeiramente diferente. A. gomesii, A. wegeneri e A. tsangatsangana todos têm uma leve concavidade da margem alveolar externa da pré-maxila vista da superfície ventral; A. rattoides também pode ter essa característica, embora esta parte de seu crânio não seja conhecida, pois o dentista sugere que esse seria o caso. A. rattoides também tinha a característica distintiva de um primeiro dente dentário altamente alargado e apontando para a frente referido como incisiforme, assemelhando-se aos incisivos alongados encontrados em roedores (daí o epíteto específico).
Todas as espécies de Araripesuchus tinham órbitas relativamente grandes e, portanto, olhos. Eles também tinham osteodermas finas que cobriam todo o corpo, várias fileiras deles nas costas e pares dorsais ao longo da cauda. Cada lado da cauda também tinha uma única fileira de osteodermas, até no ventre, emparelhadas na maior parte da barriga e na parte inferior também. As osteodermas não eram fortemente quilhadas, o que, juntamente com os ossos longos dos membros e articulações do ombro, quadril e tornozelo que sugerem uma postura ereta, indicam que o Araripesuchus provavelmente era mais ativo em terra do que na água.